# 1037
Початок Високого Середньовіччя •  Епоха вікінгів •  Золота доба ісламу •  Реконкіста •  Київська Русь

## Геополітична ситуація
Візантію очолює Михайло IV Пафлагонський. Конрад II є імператором Священної Римської імперії,а Генріх I —
королем Західного Франкського королівства.
Апеннінський півострів розділений між численними державами: північ належить Священній Римській імперії, середню частину займає Папська область, на південь від Римської області лежать невеликі незалежні герцогства, південна частина півострова належать Візантії. Південь Піренейського півострова займають численні емірати, що утворилися після розпаду Кордовського халіфату. Північну частину півострова займають християнські Кастилія, Леон (Астурія, Галісія), Наварра, Арагон та Барселона. Гарольд I Заяча Лапа є королем Англії.
У Київській Русі княжить Ярослав Мудрий. У Польщі триває період безладу. У Хорватії править Степан I. Королівство Угорщина очолює Іштван I.
Аббасидський халіфат очолює аль-Каїм, в Єгипті владу утримують Фатіміди, в Середній Азії — Караханіди, у Хорасані — Газневіди, які захопили частину Індії. У Китаї продовжується правління династії Сун. Значними державами Індії є Пала, Чола. В Японії триває період Хей'ан.

## Події
- За свідченнями «Повісті врем'яних літ» у Києві зведено Софіївський собор. Інші джерела називають раніші дати.
- Князь Ярослав Мудрий заснував першу на Русі бібліотеку та скрипторій у Софійському соборі в Києві
- у Києві збудовані Золоті Ворота.
- У Польській державі відбулося антифеодальне повстання, яке тривало протягом 1037—1038 років.
- Король Кастилії Фердинанд I захопив Королівство Леон.
- Візантійські війська розпочали наступ на арабів на Сицилії.

## Народились
див.також: Категорія:Народились 1037
- 8 січня — Су Ши, китайський поет і письменник часів династії Сун.

## Померли
див.також: Категорія:Померли 1037
- 16 серпня — Авіценна, перський вчений, лікар.